# Chiesa di Santo Stefano a Poggio alla Malva
La chiesa di Santo Stefano a Poggio alla Malva si trova nel comune di Carmignano, in provincia di Prato.
Già oratorio del Santissimo Crocifisso, divenne chiesa parrocchiale nel 1741 dopo l'abbandono di  Santo Stefano alle Busche, posta più a valle.
Si presenta all'interno molto armoniosa, con la copertura a capriate e nella zona presbiteriale con una volta a botte. Il venerato  crocifisso ligneo policromo cinquecentesco sull'altare maggiore proviene dall'oratorio; gli arredi provengono dall'antica chiesa, come anche gli affreschi staccati, databili all'inizio del secolo XV, raffiguranti Il bacio di Giuda, La flagellazione, L'adorazione dei pastori. Ai due altari laterali, la tavola di Neri di Bicci con la Madonna e il Bambino in trono con i santi Stefano, Silvestro, Bartolomeo, Lorenzo (1480 ca.), e la tela con il Martirio di santo Stefano della bottega di Cesare Dandini (1645 ca.).